# Icosiella
Icosiella ist eine Gattung der Filarien. Die Parasiten befallen Amphibien, ihre Larvenentwicklung erfolgt in der Muskulatur von Zweiflüglern.

## Merkmale
Icosiella hat die Merkmale der Oswaldofilariinae. Das Kopfende weist spezifische Kutikula-Bildungen in Form von zwei Paaren submedianer Dornen auf, zudem vier Paare von Kopfpapillen. Der Anus liegt subterminal. Kaudalflügel und Area rugosa fehlen, die Kaudalpapillen sind klein oder fehlen ebenfalls. Die beiden Spicula unterscheiden sich in Größe und Form deutlich.

## Systematik
Die Gattung wird von Anderson und Bain (1976) in die monotypische Unterfamilie Icosiellinae gruppiert. Bei Hodda (2022) ist diese Unterfamilie nur eine monotypische Tribus Icosiellini innerhalb der Oswaldofilariinae. Zur Gattung gehören nach dem Interim Register of Marine and Nonmarine Genera folgende Arten:
- Icosiella bainae Batchvarov & Petrov, 1983
- Icosiella intani Purnomo & Bangs, 1996
- Icosiella laurenti Bain & Purnom, 1984
- Icosiella neglecta Diesing, 1856
- Icosiella turgeocauda Bursey, Telford & Goldberg, 2003